# Convocazioni alla Coppa del Mondo femminile di pallavolo 2007
Elenco delle giocatrici convocate per la Coppa del Mondo 2007.